# Terra Sabaea

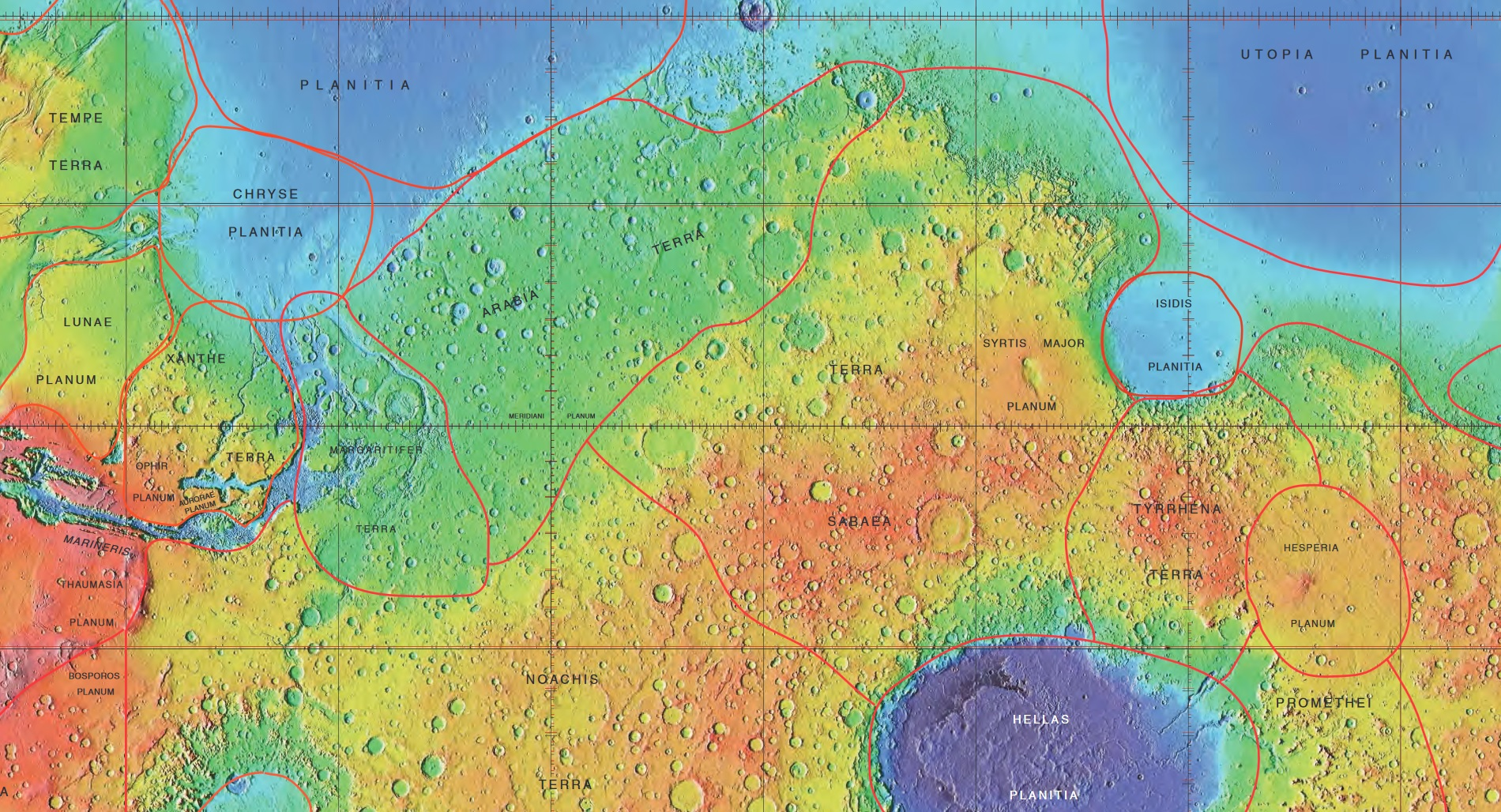
Mapa MOLA mostrando los límites de Terra Sabaea y otras regiones.

Terra Sabaea es una vasta región en el planeta Marte que se extiende a lo largo de 4700 km en su extensión máxima, encontrándose su punto central situado en las coordenadas 2°43′N 51°18′E / 2.72, 51.3. La región cubre los cuadrángulos de Arabia, de Syrtis Major, de Sinus Sabaeus y de Iapygia. Esta región fue nombrada en referencia a una formación de albedo identificada hace mucho tiempo por los astrónomos, se trata de mesetas altamente impactadas por cráteres, siendo de edad geológica antigua datando de la Era Noeica, cuya altitud sobrepasa los 4000 m en el hemisferio sur en las proximidades de Noachis Terra.
Terra Sabaea es conocida como una región de emisiones significativas de metano a la atmósfera de Marte.